# Râul Chicera, Cugir
Râul Chicera este un curs de apă, afluent al Râului Mare. 